# Ogygis Rupes
L'Ogygis Rupes è una struttura geologica della superficie di Marte.